# Mountain's Edge
Mountain's Edge es una "comunidad maestra planeada" ubicada en el condado de Clark, Nevada, Estados Unidos.

## Historia
Focus Property Grou comenzó la construcción en febrero de 2004. El proyecto consta de 14.500 hogares y más de 22 barrios con tiendas, oficinas y centros comerciales.
Después de 2008, 7.000 casas se habían construido. Durante 2008, la desaceleración en el mercado de la vivienda fue culpada por los retrasos en el desarrollo del proyecto.
Cinco parques comunitarios se planificaron inicialmente: "Parque Exploración", "Parque Regional Edge Mountain", "Parque Paiute", "Parque Helen Stewart", "Parque John C. Fremont", y el "Parque Nathaniel Jones". Para el 2009, sólo 85 acres (0,3 km²) del Parque Exploración se desarrollaron. En 2009, la empresa propuso rebajar a solo cuatro parques debido a la falta de fondos.
El plan original contenía cuatro escuelas primarias, dos secundarias y una superior como miembros del distrito escolar del condado de Clark.

## Escuelas
- Escuela primaria Wright
- Escuela primaria Carolyn S. Reedom